# Virginia Slims of Detroit 1977
Il Virginia Slims of Detroit 1977 è stato un torneo di tennis giocato sul sintetico indoor. È stata la 6ª edizione del torneo, che fa parte del WTA Tour 1977. Si è giocato a Detroit negli USA dal 22 al 27 febbraio 1977.

## Campionesse

### Singolare
Martina Navrátilová ha battuto in finale  Sue Barker con il punteggio di 6–4, 6–4

### Doppio
Martina Navrátilová /  Betty Stöve hanno battuto in finale  Janet Newberry /  JoAnne Russell con il punteggio di 6–3, 6–4